# Pseudobagrus adiposalis
Pseudobagrus adiposalis és una espècie de peix de la família dels bàgrids i de l'ordre dels siluriformes.

## Morfologia
Els mascles poden assolir els 14 cm de longitud total.

## Distribució geogràfica
Es troba a Taiwan i la Xina.